# Siete rentillas
Se llamó Siete Rentillas a un antiguo impuesto español llamado así por aplicarse sobre siete productos. 
Componían estas los productos de la piedra cinabrio, el azogue, el solimán, el bermellón piedra, molido y de China, y el lacre encarnado y negro que se elaborase en Almadén. Estos productos corrieron a cargo del Asentista general del azogue hasta el 26 de junio de 1747, en cuya época se mandaron administrar por cuenta de la Real Hacienda. Pero es de advertir que desde 17 de junio de 1727 se había concedido ya al Asentista el privilegio de expenderlos exclusivamente, estableciendo estancos especiales para su venta y prohibiéndose la entrada de los que venían del extranjero. 
Por Real Decreto de 26 de junio de 1747 se encargó su administración a la Real Hacienda y quedó unida por entonces a la del tabaco y manejada por los mismos empleados y así siguió hasta el 4 de enero de 1787 en que se fijaron las bases para la intervención de las llamadas Siete Rentillas. 